# 西脇市立西脇小学校
西脇市立西脇小学校（にしわきしりつ にしわきしょうがっこう）は、兵庫県西脇市にある公立小学校。

## 概要
1873年（明治6年）の学制発布により為祥小学校として開校する。
1917年（大正6年）町制施行により西脇尋常高等小学校に改称する。
1937年（昭和12年）校舎を建替える。
2008年（平成20年）4月に木造校舎が兵庫県景観形成重要建造物に指定され、2020年（令和2年）木造校舎の改修を対象に2020年度グッドデザイン賞が授与される。
2021年（令和3年）には第一校舎、第二校舎、第三校舎が国の重要文化財（建造物）に指定される。

## 沿革
- 1873年（明治6年） - 学制発布により為祥小学校として開校[注釈 1]。
- 1885年（明治18年） - 輻湊小学校と合併し、開性小学校となる[3]。
- 1887年（明治20年） - 小学校令。開性尋常小学校と改称。
- 1901年（明治34年） - 開性尋常小学校・津万尋常小学校・第二多可高等小学校が合併し津万尋常高等小学校となる。現在地に校舎新築。
- 1909年（明治42年）- 校地拡張し，校舎を2棟増築。
- 1917年（大正6年）- 町制施行。西脇尋常高等小学校に改称。
- 1921年（大正10年）- 校舎増築。
- 1937年（昭和12年）- 校舎建替え。現有木造校舎が竣工。設計は内藤克雄（ないとうよしお 1890-1973）[4]。
- 1941年（昭和16年）- 国民学校令施行。西脇国民学校に改称。
- 1947年（昭和22年）- 学校教育法施行により西脇町立西脇小学校に改称。
- 1952年（昭和27年）- 市制施行。西脇市立西脇小学校に改称。
- 1963年（昭和38年）4月 - プールを新設。
- 1970年（昭和45年）9月 - 第四校舎を新築。
- 1979年（昭和54年）12月 - 体育館を新築。
- 1989年（平成元年）12月 - 木造校舎の改修。
- 1990年（平成2年）12月 - 第四校舎の改修及び中庭の改修。
- 2008年（平成20年）4月 - 木造校舎が兵庫県景観形成重要建造物に指定される、第4校舎耐震工事。
- 2011年（平成23年）6月 - 体育館耐震改修工事、第4校舎屋上改修工事。
- 2017年（平成29年）6月 - 保存改修工事に着工[注釈 2]。
- 2019年（令和元年）8月 - 保存改修工事が完了。
- 2020年（令和2年）- 木造校舎の改修を対象に2020年度グッドデザイン賞が授与された[4]。
- 2021年（令和3年） - 国の重要文化財に指定[7][8][9][10]。

## 特色
- 1937年（昭和12年）に竣工した三棟の2階建て木造校舎があり，兵庫県の景観条例に基づく景観形成重要建造物に指定されている。

## 通学区域
- 西脇市[11]
  - 西脇、下戸田、上野、上戸田、津万、嶋、大垣内（おおがち）、寺内、西嶋、蒲江（こもえ）、坂本、大野、高田井町（一部）、小坂町（一部）、郷瀬町（一部）

## 進学先中学校
- 西脇市立西脇中学校

## 付記
- 木造校舎南側に同時期に竣工した木造の講堂があったが，新体育館建設に伴い解体された。
- 2008年（平成20年）公開の映画「火垂るの墓」の撮影が行われた。
- 2009年（平成21年）公開の映画「人間失格」の撮影が行われた。

## 著名な出身者
- 横尾忠則
- 藤井比早之

## ギャラリー

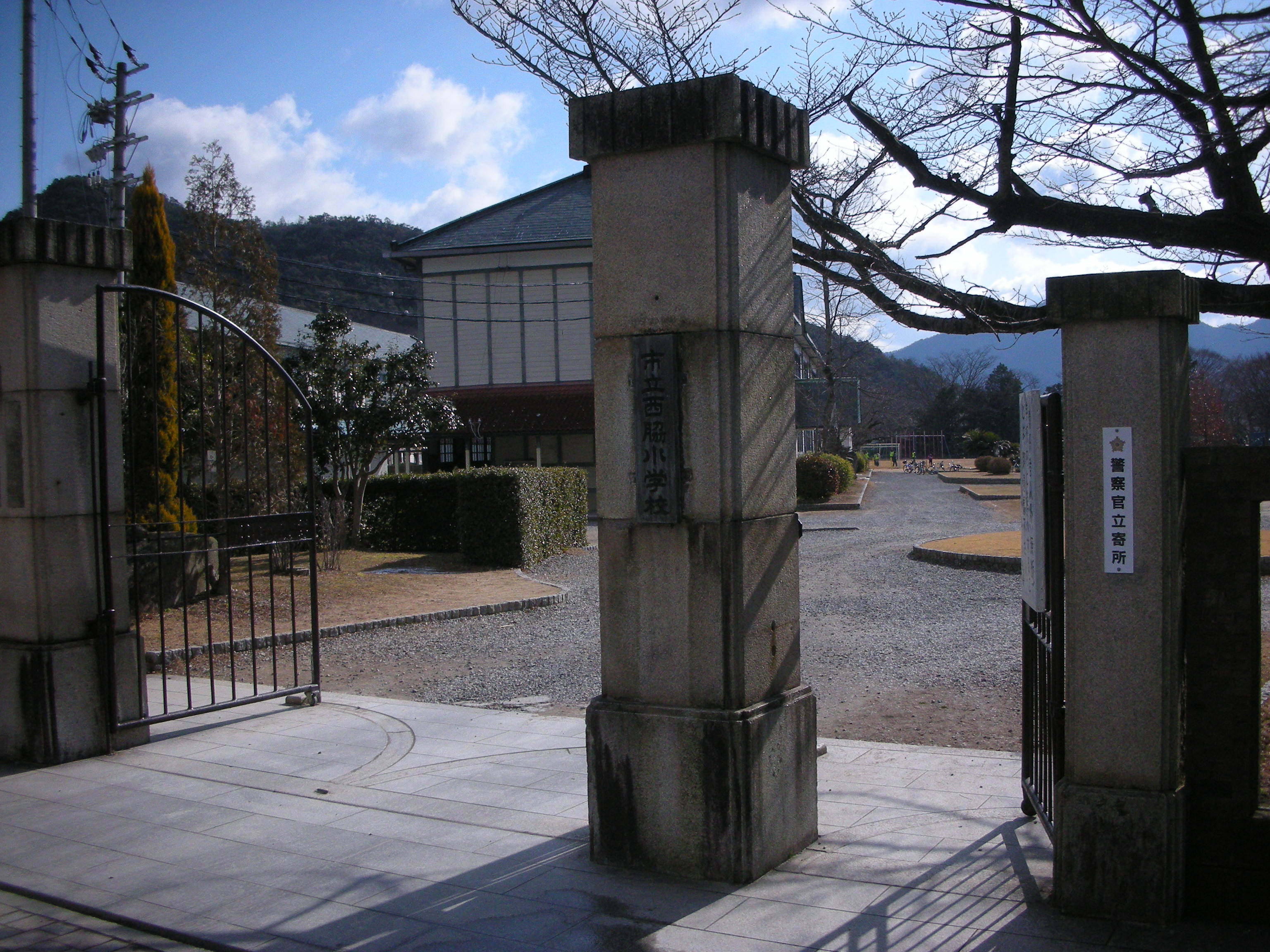
正門
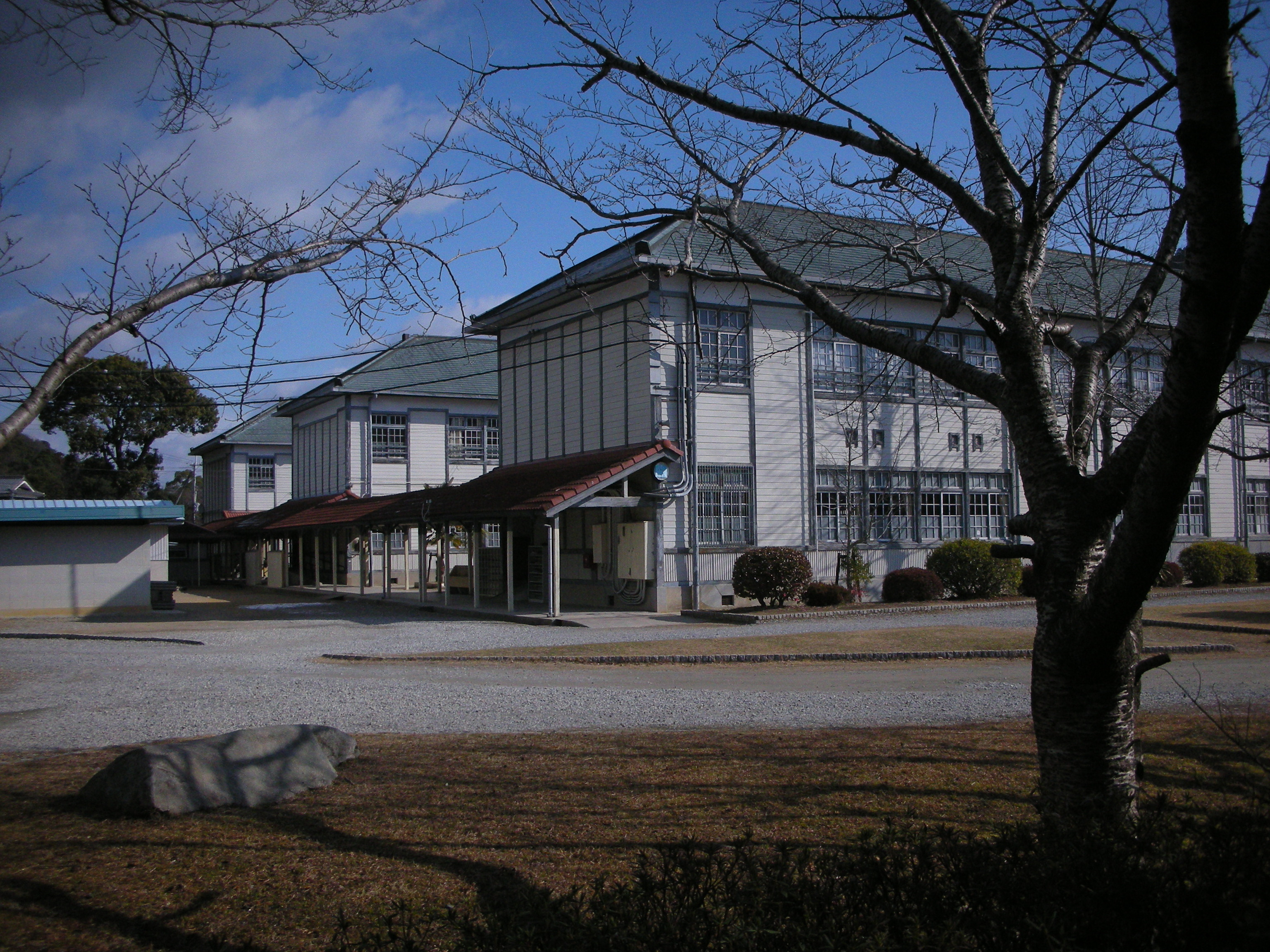
西北より

## 周辺
- 西脇市立西脇幼稚園
- 椿坂
- 童子山公園
  - 西脇市総合市民センター
  - 西脇市図書館
  - 西脇市郷土資料館
- 西林寺
- 道の駅北はりまエコミュージアム

## 通学区域が隣接している学校
- 西脇市立日野小学校
- 西脇市立重春小学校
- 西脇市立比延小学校
- 西脇市立楠丘小学校